# Celegorm
Celegorm  je izmišljen lik iz Tolkienove mitologije, serije knjig o Srednjem svetu britanskega pisatelja J. R. R. Tolkiena.
Je noldorski vilin, tretji sin Fëanorja in Nerdanel. Bil je velik lovec; prijateljeval je celo z Valarjem Oromëjem, ki mu je podaril lovskega psa z imenom Huan.
```
Finwë
 = 
Míriel
   
Mahtan

      |           |
    
Fëanor
 = 
Nerdanel

           |
      ------------------------------------------------------
      |        |       |          |         |       |      |
  
Maedhros
  
Maglor
  Celegorm  
Caranthir
  
Curufin
  
Amrod
  
Amras
 
                                            |  
                                       
Celebrimbor
```